# Каллон (футбольний клуб)
«Каллон» (англ. Kallon) — сьєрралеонський футбольний клуб з міста Фрітаун, який грає у Прем'єр-лізі Сьєрра-Леоне.

## Історія
Клуб «Каллон» заснований у 2002 році на основі футбольного клубу «Сьєрра Фішеріз» з Фрітауна, який придбав футболіст національної збірної Сьєрра-Леоне Мохамед Каллон, та назвав його своїм прізвищем. Як «Сьєрра Фішеріз» клуб тричі ставав чемпіоном країни в 1982, 1986 і 1987 роках. Під назвою «Каллон» клуб став чемпіоном країни в 2006 році. У цьому ж році клуб уперше здобув Кубок Сьєрра-Леоне.

## Стадіон
Свої матчі футбольний клуб «Каллон» проводить на Національному стадіоні у Фрітауні, який вміщує 36 тисяч глядачів.

## Титули і досягнення
- Чемпіон Сьєрра-Леоне (4): 1982, 1986, 1987 (як «Сьєрра Фішеріз»), 2006
- Володар Кубка Сьєрра-Леоне (1): 2006

## Виступи в африканських кубках
- Ліга чемпіонів КАФ:
  - 1983 — другий раунд
  - 1983 — попередній раунд
  - 2007 — перший раунд
- Кубок конфедерації КАФ:
  - 2012 — перший раунд

## Відомі футболісти
- Мохамед Каллон
- Кемокаї Каллон
- Альхаджі Камара
- Шеріфф Сума
- Родні Страссер
- Мехді Халіль